# Ingrid Domann
Ingrid Domann (* 1952 in Eutin) ist eine deutsche Schauspielerin.

## Leben
Nach einer Ausbildung zur Buchhändlerin absolvierte Ingrid Domann von 1972 bis 1974 das Max Reinhardt Seminar in Wien. Stationen ihrer Bühnenlaufbahn waren von 1976 bis 1979 das Niedersächsische Staatstheater Hannover, daran anschließend bis 1993 das Hessische Staatstheater Wiesbaden. Nach einem weiteren Festengagement, das sie von 1993 bis 1998 an das Theater Basel führte, war Domann bis 2003 freiberuflich tätig und spielte gastweise an verschiedenen Bühnen wie dem Frankfurter Fritz Rémond Theater, dem Theater Koblenz, dem Theater Heidelberg oder den Bad Hersfelder Festspielen, wo sie 2003 mit dem Publikumspreis ausgezeichnet wurde. Von 2003 bis 2010 hatte Domann erneut eine feste Verpflichtung, diesmal am Deutschen Theater in Göttingen. Seit 2010 ist sie Ensemblemitglied am Essener Grillo-Theater.
Bekannte Rollen Domanns waren die Jenny in der Dreigroschenoper von Bertolt Brecht und Kurt Weill, Frau John in Gerhart Hauptmanns Ratten, Marthe Rull im Zerbrochnen Krug von Heinrich von Kleist, Marthe Schwertlein im Faust, Elisabeth I. in Maria Stuart von Friedrich Schiller oder die Martha in Edward Albees Wer hat Angst vor Virginia Woolf?. In Essen stand sie in der Spielzeit 2014/15 als Fräulein Schneider in dem Musical Cabaret auf der Bühne, nachdem sie schon 1972 als Statistin an der Seite von Liza Minnelli in der Filmversion mitgewirkt hatte.
Sporadisch arbeitet Ingrid Domann seit Beginn der 1980er-Jahre auch vor der Kamera. Häufig wurde sie in der Serie Ein Fall für zwei besetzt, neben anderen Aufgaben spielte sie auch wiederholt im Tatort.

## Filmografie (Auswahl)
- 1980: Ordnung
- 1983: Empfänger unbekannt
- 1983–1996: Ein Fall für zwei (9 Folgen)
- 1985: Loose Connections
- 1998: Tatort – Jagdfieber
- 1999: Stadtklinik – Der Vagabund
- 2001: Polizeiruf 110 – Bis unter die Haut
- 2001: Die Kommissarin – Todeskuriere
- 2001: Oh du Liebezeit
- 2001: Tatort – Gewaltfieber
- 2003: Tatort – Stiller Tod
- 2005: Wahrheit oder Pflicht
- 2015: Bettys Diagnose – Geschiedene Leute
- 2020: SOKO Wismar – Ilse muss weg
- 2024: Die Ironie des Lebens

## Auszeichnungen
- 2003: Publikumspreis der Bad Hersfelder Festspiele
- 2012: Theaterpreis Nordrhein-Westfalen